# Hochtemperaturelektrolyse

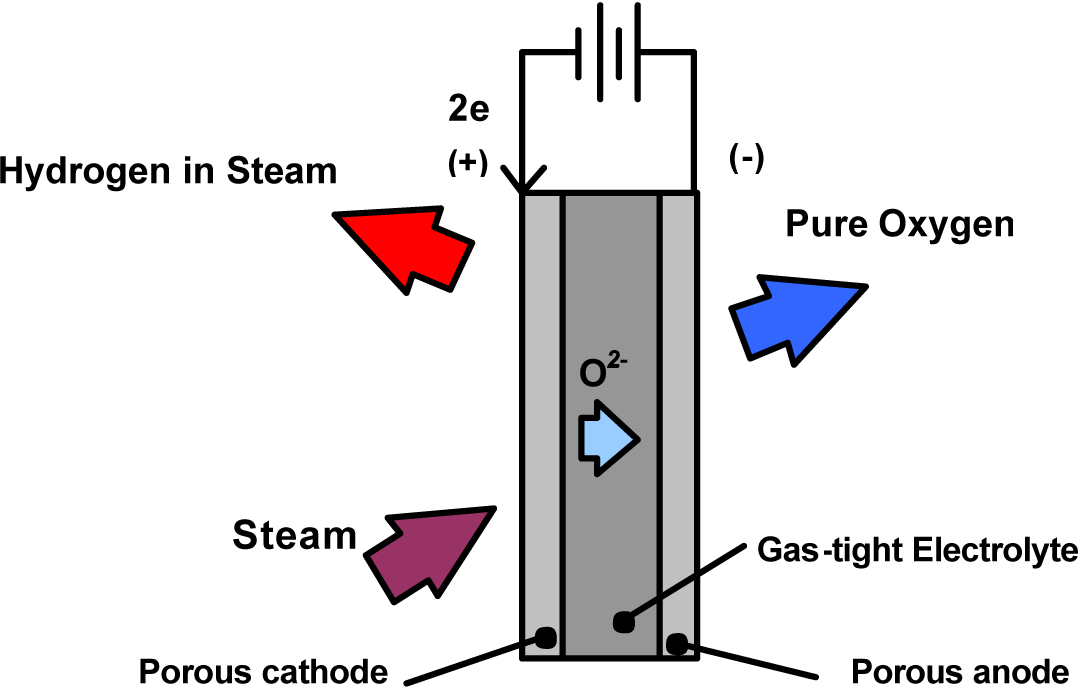
Schema der Hochtemperaturelektrolyse

Hochtemperaturelektrolyse (HTE oder Dampfelektrolyse) ist ein Elektrolyseverfahren zur Gewinnung von Wasserstoff (H2) aus Wasser bei hohen Temperaturen zwischen 100 °C und 850 °C. Je nach Elektrolyseur können auch kohlenstoffhaltige und andere Verbindungen zersetzt werden.

## Effizienz
Die HTE ist wirtschaftlicher als die herkömmliche Wasserelektrolyse bei Raumtemperatur, weil ein Teil der Energie in Form von Wärme geliefert wird, die billiger als elektrische Energie ist und die Elektrolysereaktion bei höheren Temperaturen effizienter ist. Ab 2500 °C ist keine elektrische Zufuhr erforderlich, da Wasserdampf dann in der Thermolyse teilweise zu Wasserstoff und Sauerstoff zerfällt. Solche Temperaturen sind in der HTE impraktikabel; HTE-Systeme arbeiten zwischen 100 °C und 850 °C. Die Effizienzsteigerung der HTE lässt sich am besten unter der Annahme kenntlich machen, dass die elektrische Energie aus einer Wärmekraftmaschine stammt und unter Berücksichtigung der Menge an Wärmeenergie, die erforderlich ist, um 1 kg Wasserstoff (141,86 MJ), sowohl im HTE-Prozess als auch zur Gewinnung der elektrischen Energie. Bei 100 °C werden 350 MJ Wärmeenergie benötigt (41 % Wirkungsgrad). Bei 850 °C sind 225 MJ erforderlich (64 % Wirkungsgrad). Stand 2018 beträgt der erreichte Wirkungsgrad bezogen auf den oberen Heizwert (s. u.) im Median 82 %, maximal werden etwa 91 % angegeben.

## Materialien
Die Auswahl der Materialien für die Elektroden und den Elektrolyten in einer Festoxid-Elektrolysezelle ist bedeutsam. Eine Option, die für den Prozess untersucht wird, benutzt Yttriumoxid-stabilisiertes Zirkoniumoxid (YSZ) Elektrolyte, Nickel-Cermet Dampf- / Wasserstoffelektroden und Mischoxide aus Lanthan-, Strontium- und Cobalt-Sauerstoffelektroden.

## Wirtschaftliches Potenzial
HTE ist als effizienterer Weg zur Herstellung von Wasserstoff, EE-Gas (Synthesegas), kohlenstoffneutralen Kraftstoff und Energiespeicherung interessant. Problematisch für die Verwendung von fluktuierenden Strom ist der im Vergleich zur alkalischen oder PEM-Elektrolyseure schmalere Betriebsbereich sowie die aufgrund der hohen thermischen Spannungen unvermeidbaren Materialbeanspruchungen bei Lastwechseln. Zusätzlich kann die für den Betrieb notwendige hohe Temperatur lange Aufheizphasen bedingen, sodass die Aktivierungszeit aus dem Stillstand relativ lang ausfällt. Insgesamt scheinen PEM-Elektrolyseure für den Betrieb von stark fluktuierenden Strom besser geeignet zu sein, während der höhere Wirkungsgrad der HTE günstigere Produktion bei Dauerbetrieb verspricht.
Mögliche billige Wärmequellen für HTE sind alle nicht-chemisch, einschließlich Kernreaktoren, konzentrierende solarthermische Kollektoren, und geothermische Quellen. HTE wurde in einem Labor bei 108 kJ (elektrisch) pro Gramm Wasserstoff demonstriert, jedoch nicht im kommerziellen Maßstab.

## Elektrolyse und Thermodynamik
Bei der Elektrolyse entspricht die Menge an zugeführter elektrischer Energie, der freien Enthalpie, auch Gibbs-Energie genannt, der Reaktion zuzüglich der Verluste im System. Die Verluste können – theoretisch – nahe Null sein, also der maximale thermodynamische Wirkungsgrad eines elektrochemischen Prozesses, was 100 % gleichkäme. In der Praxis wird der Wirkungsgrad der elektrischen Arbeit dividiert durch die frei-werdende Gibbs-Energie angegeben.
In den meisten Fällen wie beispielsweise der Wasserelektrolyse bei Raumtemperatur, ist der elektrische Eintrag größer als die Enthalpieänderung der Reaktion, sodass ein Teil der Energie in Abwärme freigesetzt wird. Im Falle der Elektrolyse von Wasserdampf bei hoher Temperatur ist das Gegenteil der Fall. Wärme wird aus der Umgebung aufgenommen oder zugeführt und der Heizwert des erzeugten Wasserstoffs ist höher als die elektrische Zufuhr. In diesem Fall kann gesagt werden, dass der Wirkungsgrad in Bezug auf den elektrischen Energieeintrag größer als 100 % ist. Die maximale theoretische Effizienz der Brennstoffzelle ist das Inverse der Elektrolyse bei gleicher Temperatur. Es ist daher nicht möglich, durch Kombination der beiden Prozesse, mehr Energie zurückbekommen als in den Prozess geflossen ist, was ein Perpetuum mobile darstellen würde.

## Mars ISRU
Es wurde vorgeschlagen, Sauerstoff aus atmosphärischem Kohlendioxid des Mars unter Verwendung von Zirkoniumoxid basierender Hochtemperaturelektrolyse mit Festoxid-Elektrolyseurzellen zu erzeugen.